# Bernard Lagat
Bernard Kipchirchir Lagat (Kapsabet, 12 de dezembro de 1974) é um atleta norte-americano, especialista em provas de fundo, principalmente os 1500 metros, 3000 metros e 5000 metros.
Nasceu no Quênia, país pelo qual competiu até 2004. Naturalizou-se norte-americano em março de 2005. Ganhou a prata nas Olimpíadas de Sydney 2000 e o bronze em Atenas 2004, além de diversos ouros em campeonatos mundiais.